# Ричвил (Њујорк)
Ричвил (енгл. Richville) град је у америчкој савезној држави Њујорк.

## Демографија
По попису из 2010. године број становника је 323, што је 49 (17,9%) становника више него 2000. године.
| Група             | 2000.       | 2010.       |
| Белци             | 271 (98,9%) | 315 (97,5%) |
| Афроамериканци    | 2 (0,7%)    | 1 (0,3%)    |
| Азијати           | 0 (0,0%)    | 0 (0,0%)    |
| Хиспаноамериканци | 0 (0,0%)    | 3 (0,9%)    |
| Укупно            | 274         | 323         |